# Ralf Hauptmann
Ralf Hauptmann est un footballeur allemand, né le 20 septembre 1968 à Eberswalde, qui évoluait au poste de milieu de terrain.
Il est le père de Niklas Hauptmann, qui est lui aussi footballeur.

## Biographie

### En club
Ralf Hauptmann joue près de 400 matchs en club. Il dispute notamment 205 matchs en Bundesliga, trois matchs en Ligue des champions, et sept en Coupe de l'UEFA.
Avec le Dynamo Dresde, il est demi-finaliste de la Coupe de l'UEFA en 1989, puis quart de finaliste de la Coupe d'Europe des clubs champions en 1991.

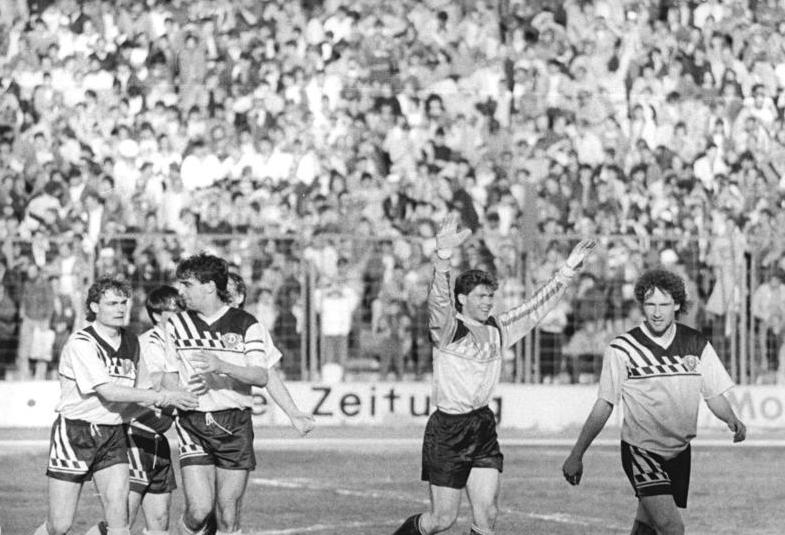
Ralf Hauptmann tout à gauche.

### En équipe nationale
Ralf Hauptmann reçoit quatre sélections en équipe de RDA entre 1989 et 1990.
Il joue son premier match en équipe nationale le 22 mars 1989, en amical contre la Finlande (score : 1-1). Il dispute ensuite deux matchs rentrant dans le cadre des éliminatoires du mondial 1990, contre la Turquie et l'Union soviétique, avec pour résultats deux défaites. Il reçoit sa dernière sélection le 13 mai 1990, en amical contre le Brésil (3-3 à Rio de Janeiro).

## Statistiques
| Saison                | Club                  | Championnat           | Championnat | Championnat | Coupe(s) nationale(s) | Coupe(s) nationale(s) | Compétition(s) continentale(s) | Compétition(s) continentale(s) | Compétition(s) continentale(s) | Total | Total |
| Saison                | Club                  | Division              | M.          | B.          | M.                    | B.                    | Comp.                          | M.                             | B.                             | M.    | B.    |
| 1987-1988             | Dynamo Dresde         | DDR-Oberliga          | 12          | 1           | 1                     | 0                     | -                              | -                              | -                              | 13    | 1     |
| 1988-1989             | Dynamo Dresde         | DDR-Oberliga          | 22          | 2           | -                     | -                     | C3                             | 2                              | 0                              | 24    | 2     |
| 1989-1990             | Dynamo Dresde         | DDR-Oberliga          | 10          | 1           | 1                     | 0                     | -                              | -                              | -                              | 11    | 1     |
| 1990-1991             | Dynamo Dresde         | NOFV-Oberliga         | 15          | 0           | -                     | -                     | C1                             | 3                              | 0                              | 18    | 0     |
| 1991-1992             | Dynamo Dresde         | Bundesliga            | 37          | 0           | 2                     | 0                     | -                              | -                              | -                              | 39    | 0     |
| 1992-1993             | Dynamo Dresde         | Bundesliga            | 30          | 0           | 1                     | 0                     | -                              | -                              | -                              | 31    | 0     |
| Sous-total            | Sous-total            | Sous-total            | 126         | 4           | 5                     | 0                     | -                              | 5                              | 0                              | 136   | 4     |
| 1993-1994             | FC Cologne            | Bundesliga            | 31          | 1           | 2                     | 0                     | -                              | -                              | -                              | 33    | 1     |
| 1994-1995             | FC Cologne            | Bundesliga            | 23          | 2           | 4                     | 0                     | -                              | -                              | -                              | 27    | 2     |
| 1995-1996             | FC Cologne            | Bundesliga            | 25          | 0           | -                     | -                     | Intertoto                      | 5                              | 0                              | 30    | 0     |
| 1996-1997             | FC Cologne            | Bundesliga            | 28          | 2           | 2                     | 0                     | -                              | -                              | -                              | 30    | 2     |
| 1997-1998             | FC Cologne            | Bundesliga            | 28          | 2           | 2                     | 0                     | Intertoto                      | 1                              | 0                              | 31    | 2     |
| 1998-1999             | FC Cologne            | 2.Bundesliga          | 27          | 1           | 1                     | 0                     | -                              | -                              | -                              | 28    | 1     |
| 1999-2000             | FC Cologne            | 2.Bundesliga          | 14          | 2           | 2                     | 0                     | -                              | -                              | -                              | 16    | 2     |
| 2000-2001             | FC Cologne            | Bundesliga            | 13          | 0           | 1                     | 0                     | -                              | -                              | -                              | 14    | 0     |
| Sous-total            | Sous-total            | Sous-total            | 202         | 10          | 15                    | 0                     | -                              | 5                              | 0                              | 222   | 10    |
| 2001-2002             | Chemnitzer FC         | Regionalliga Nord     | 18          | 1           | 1                     | 0                     | -                              | -                              | -                              | 19    | 1     |
| Sous-total            | Sous-total            | Sous-total            | 18          | 1           | 1                     | 0                     | -                              | -                              | -                              | 19    | 1     |
| Total sur la carrière | Total sur la carrière | Total sur la carrière | 323         | 13          | 19                    | 0                     | -                              | 11                             | 0                              | 353   | 13    |

## Palmarès
- Champion de RDA en 1989 et 1990 avec le Dynamo Dresde
- Vice-champion de RDA en 1991 avec le Dynamo Dresde
- Champion d'Allemagne de D2 en 2000 avec le FC Cologne